# Guntheim
Guntheim ist eine Wüstung in der nordöstlichen Gemarkung von Walldorf (zu Mörfelden-Walldorf) in südhessischen Landkreis Groß-Gerau.
Der Ort wurde erstmals erwähnt 1304 als villa Guntheim. Er gehörte zu Kurmainz. Es gab auch einen separaten Gunthof in der Nähe, der zur Grafschaft Isenburg gehörte. Er kam durch Erbteilung im 15. Jahrhundert zu Guntheim, der Grenzgraben ist noch am Rande der Gundwiesen vorhanden. Zuvor war hier eine wichtige Grenzstation an der Kreuzung der Aschaffenburger Straße mit dem Kelsterbacher Weg. 
1647 wurde der Ort wüst, der Gunthof (heute: Gundhof) besteht fort. Ab 1770 ist er als Wirtshaus dokumentiert. Ab 1816 bewirtschafteten die Walldorfer Waldenser das zugehörige Ackerland. Der Hof selbst ist auch heute noch ein beliebtes Ausflugsrestaurant.